# Monte Menzies
Il monte Menzies è la vetta a 3 355 metri dei monti del Principe Carlo tra il monte Mather e il monte Bayliss, che si trova sul lato sud del ghiacciaio Fisher, in Antartide.

## Storia
La montagna fu scoperta nel 1956 dall'ufficiale di volo John Seaton della Royal Australian Air Force come parte di un volo dell'Australian National Antarctic Research Expeditions (ANARE).
Il team sismologico guidato da Keith Benson Mather (1922-2003) mappò la montagna durante l'ANARE, che durò dal 1957 al 1958. L'Antarctic Names Committee of Australia ha intitolato la montagna al due volte primo ministro australiano Robert Menzies.
Il Monte Menzies fu raggiunto e scalato per la prima volta da Dave Keyser, Jim Seavers e Dave Trail, nel dicembre 1961.